# Cedric Wilmes
Pour les articles homonymes, voir Wilmes.
Cedric Wilmes est un footballeur allemand né le 13 janvier 1994. Il évolue au poste de gardien de but.

## Palmarès

### En équipe nationale
- Allemagne -17 ans
  - Troisième de la Coupe du monde des moins de 17 ans en 2011
    - Finaliste du championnat d'Europe des moins de 17 ans en 2011